# سرخ‌کوتل

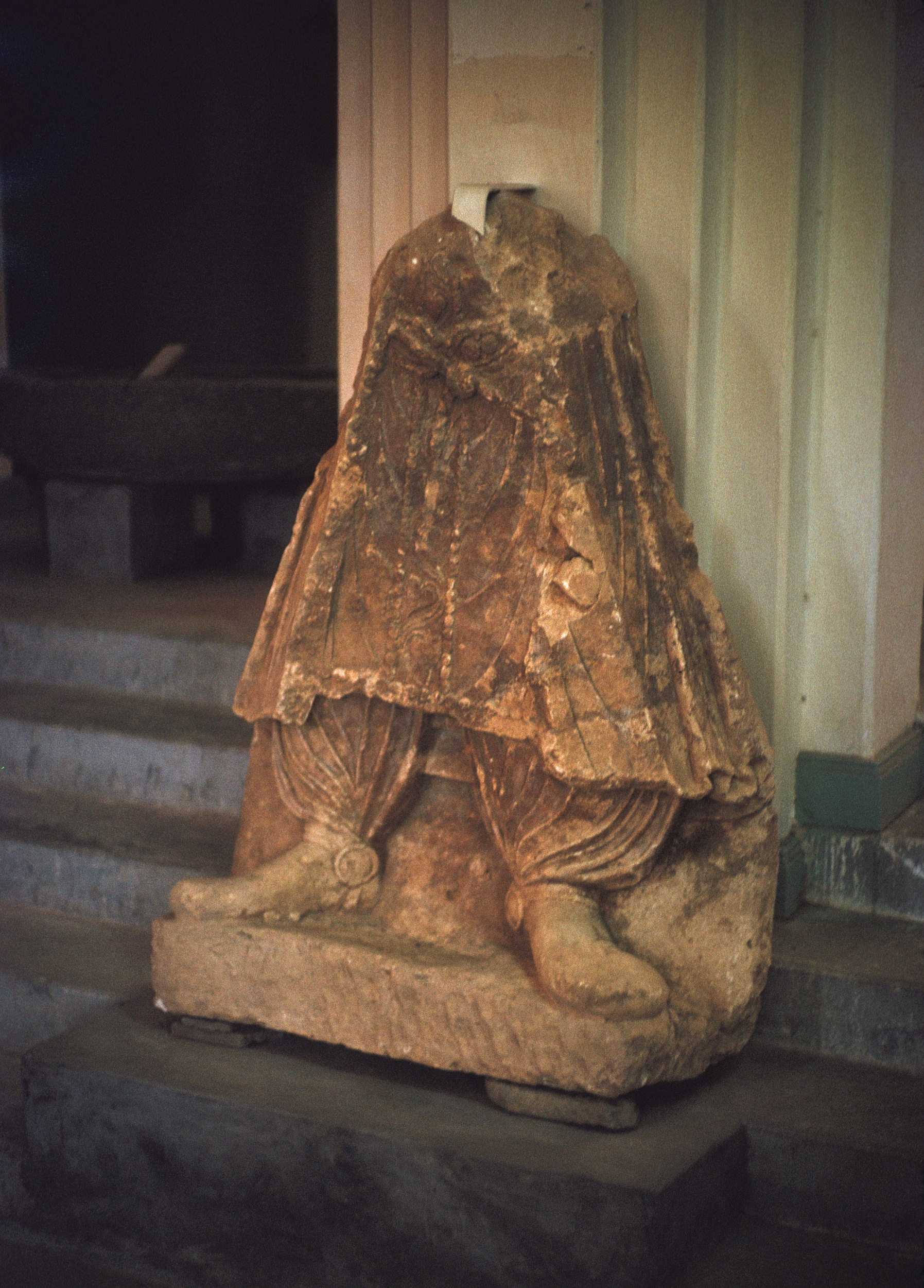
مجسمه احتمالی کنشکا، سرخ‌کوتل، قرن دوم میلادی. موزه کابل.

سرخ‌کوتل (انگلیسی: Surkh Kotal؛ پشتو: سور کوتل) که بنام چشمه شیر یا سرچشمه نیز معروف است، یک پایگاه باستانی مربوط به جنوب سرزمین باستانی باختر و در ١٨ کیلومتری شهر پل خمری در شمال افغانستان است. معابد عظیم، مجسمه های امپراتوران کوشانی و کتیبه معروف سرخ‌کوتل که گاهشماری های امپراتورهای اولیه کوشان را نشان می دهد همه در این مکان باستانی کشف گردیده است. کتیبه رباطک که سرنخ های چشمگیری از شجره نامه سلسله کوشانی را نشان می دهد نیز در روستای رباطک درست در نزدیکی از این مکان یافت شد.
مکان باستانی سرخ‌کوتل که بین سالهای ١٩٥٢ و ١٩۶۶ توسط پروفسور شلومبرگر عضو تیم باستانشناسی دافا حفاری شده است، اصلی ترین مکان کاوش شده درباره امپراتوری کوشانی است. مجسمه های این سایت به موزه ملی افغانستان منتقل شدند، بقیه سایت در طول جنگ داخلی افغانستان به طور کامل غارت شد. مشهورترین آثار این سایت کتیبه های سرخ‌کوتل، مجسمه امپراتور کنیشکا و محراب آتش است. مجسمه کنیشکا در جریان حملات شورای نظار در فوریه الی مارس ٢۰۰١ ویران شد، اما توسط محافظان فرانسوی اثر آنرا دوباره مرمت کردند. این سه اثر در حال حاضر در موزه ملی افغانستان به نمایش گذاشته شده است.

## نگارخانه

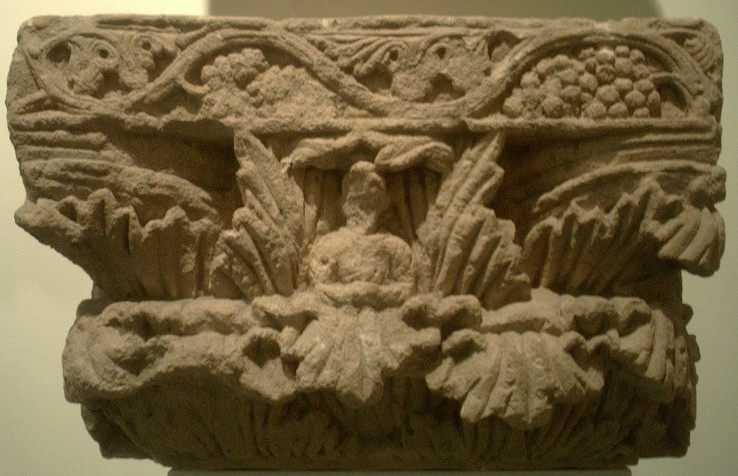
سرستون کرینتی با تندیس بودا در مرکز، سرخ کوتل، افغانستان، سده دوم پس از میلاد، موزهٔ گیمه، پاریس